# Mazer en prisión
"Mazer en Prisión" es un relato de Orson Scott Card del universo de El juego de Ender. Cuenta la historia de como Mazer Rackham y Hyrum Graff crean la Escuela de Batalla. Fue publicado en la revista digital del Autor InterGalactic Medicine Show.

## Argumento
"Mazer en Prisión" es la historia de Mazer Rackham, el héroe que salvo a la tierra en la segunda invasión de los Insectores. Tan pronto como la batalla terminó fue mandado con una flota a los mundos originales de los Insectores para terminar el conflicto de una vez por todas. Como necesitaban un líder para la guerra, el gobierno de la Tierra decidió mandar a Mazer en una nave cercana a la velocidad de la luz para conseguir un efecto de Relatividad General, de forma que volviese lo suficientemente joven como para poder dirigir la última batalla. 
Como sabía que no era la mejor persona para dirigir la flota, Mazer reprogramó la computadora de su nave para sacarla del control de la Tierra, con lo que les forzó a buscar un nuevo comandante y encargar a un joven Teniente Hyrum Graff que cree la Escuela de Batalla para entrenar posibles candidatos.

## Personajes
- Almirante Mazer Rackham
- Kim Arnsbrach Rackham Summers - Exesposa de Mazer
- Pahu Rangi - Hijo de Mazer
- Pai Mahutanga - Hija de Mazer
- Kahui Kura (Nombre en inglés Mirth) - Hija de Pai Mahutanga
- Pao Pao Te Rangi (Nombre en inglés Glad) - Hija de Pai Mahutanga
- Mazer Taka Aho Howarth - Hijo de Pai Mahutanga
- Struan Maeroero - Hijo pequeño de Pai Mahutanga
- Teniente Hyrum Graff - más tarde promocionado a capitán

## Audio
Además de la versión escrita, también está disponible en InterGalactic Medicine Show como una descarga de audio. La historia fue leída por Stefan Rudnicki.

## Publicación
"Mazer en Prisión" fue publicada en octubre de 2005 en Intergalactic Medicine Show.  También aparece en la antología Orson Scott Card's InterGalactic Medicine Show.  Además fue publicado dentro de la revista Subterranean Press en el número 5. Finalmente, fue incluida en 2009 en la antología "Federations" John Joseph Adams.